# Claypool Hill
Claypool Hill – jednostka osadnicza w Stanach Zjednoczonych, w stanie Wirginia, w hrabstwie Tazewell.